# Cestrum sotonunezii
Cestrum sotonunezii är en potatisväxtart som beskrevs av Mont.-castro. Cestrum sotonunezii ingår i släktet Cestrum och familjen potatisväxter. Inga underarter finns listade i Catalogue of Life.